# Cucumis hirsutus
Espèce
Cucumis hirsutus est une espèce de plante à fleurs de la tribu des Benincaseae et de la famille de la courge (Cucurbitaceae). Ce sont des plantes herbacées vivaces originaires d'Afrique où les feuilles sont consommés cuites.

## Publication originale
- Sond., Fl. Cap. 2: 497 1862.